# Arhangelszkojei járás
Az Arhangelszkojei járás (oroszul Архангельский район, baskír nyelven Архангел районы) Oroszország egyik járása a Baskír Köztársaságban. Székhelye Arhangelszkoje.

## Népesség
- 1970-ben 29 158 lakosa volt, melyből 10 275 baskír (35,3%), 2 791 tatár (9,6%).
- 1989-ben 20 603 lakosa volt, melyből 8 508 baskír (41,3%), 2 238 tatár (10,9%).
- 2002-ben 20 165 lakosa volt, melyből 9 276 baskír (46%), 7 711 orosz (38,24%), 1 860 tatár (9,22%), 549 csuvas.
- 2010-ben 18 514 lakosa volt, melyből 8 362 baskír (45,4%), 7 095 orosz (38,5%), 1 960 tatár (10,6%), 437 csuvas, 102 fehérorosz, 45 ukrán, 23 mari, 6 mordvin, 2 udmurt.

| Lakosok száma | 20 700 | 20 165 | 20 026 | 18 514 | 18 292 | 18 215 | 18 019 | 17 686 | 17 630 | 17 179 |
|               | 1989   | 2002   | 2008   | 2010   | 2012   | 2013   | 2014   | 2016   | 2017   | 2021   |